# Anthrax eurypterus
Anthrax eurypterus är en tvåvingeart som beskrevs av Hesse 1956. Anthrax eurypterus ingår i släktet Anthrax och familjen svävflugor. Inga underarter finns listade i Catalogue of Life.